# Taxes sur les traitements et salaires

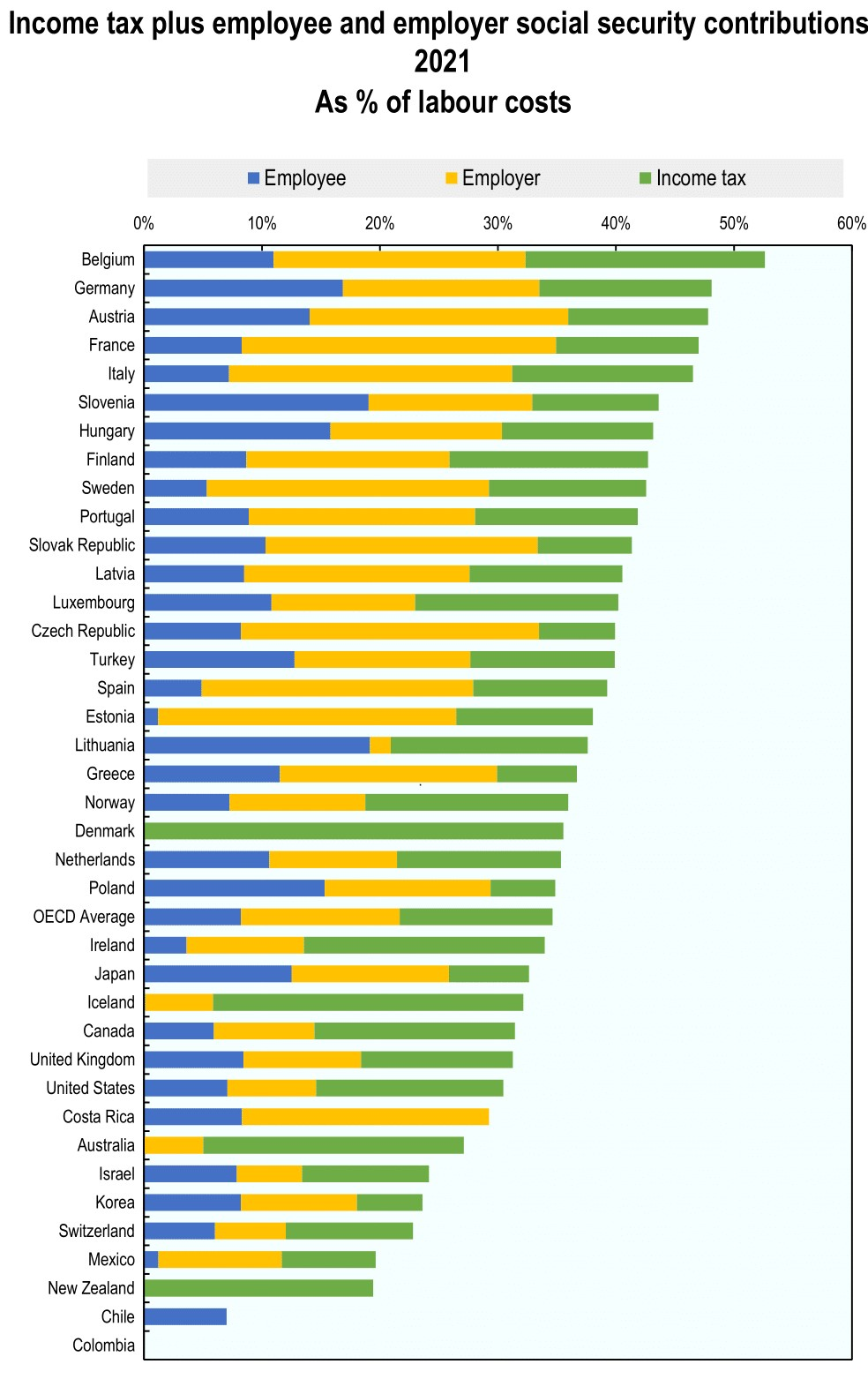
Graphique du pourcentage que représentent les taxes sur les traitements et les salaires dans le coût total du travail pour les pays de l'OCDE en 2021

Les taxes sur les traitements et salaires ((en) Payroll tax) sont les taxes qui sont perçues par les administrations publiques sur les revenus salariaux des travailleurs.
En France, il s’agit principalement des cotisations sociales et de l'impôt sur le revenu.